# Cabo de Santo Agostinho
Cabo de Santo Agostinho é um município brasileiro do estado de Pernambuco. Faz parte da concentração urbana do Recife e integra a região metropolitana desta capital. O cabo de Santo Agostinho (acidente geográfico homônimo) é considerado por diversos estudiosos o local do Descobrimento do Brasil, por ter sido a porção de terra avistada pelo navegador espanhol Vicente Yáñez Pinzón, bem como o ponto de desembarque do explorador, no dia 26 de janeiro de 1500, três meses antes da chegada de Pedro Álvares Cabral à costa brasileira. Entretanto, a navegação de navios castelhanos ao longo da costa brasileira não produziu consequências. A chegada de Pinzón pode ser vista como um simples incidente da expansão marítima espanhola. Por isso, considera-se que Pedro Álvares Cabral descobriu o Brasil.
A formação rochosa, caracterizada por uma extrusão vulcânica que avança sobre o mar, é também um marco geológico mundial por representar o último ponto de ruptura entre a América do Sul e a África — que até então eram unidas em uma única e imensa massa continental denominada Gondwana (a parte sul da Pangeia).
A cidade abriga juntamente com Ipojuca o Complexo Industrial Portuário de Suape, um dos maiores polos industriais do Nordeste do país. A sede municipal tem uma temperatura média anual de 24,4 °C, sendo a mata atlântica a vegetação nativa do município. 71,7% da população cabense vive na zona urbana, contando com 65 estabelecimentos de saúde. O seu Índice de Desenvolvimento Humano em 2010 era de 0,686, considerado médio, e o oitavo maior do Estado.
O início de sua colonização remonta a 1536, dois anos após a doação da Capitania de Pernambuco a Duarte Coelho. Seu filho Duarte Coelho de Albuquerque, segundo Capitão-Donatário de Pernambuco, a partir de 1560 atuou com colonos e índios na consolidação da posse das terras. No âmbito de campanha mais ampla, associada à expulsão de franceses que se haviam apossado do Recife (mesma época da campanha pela retomada da Guanabara e erradicação da França Antártica pelo Governador-Geral do Brasil e fundador do Rio de Janeiro, Mem de Sá), Duarte Coelho de Albuquerque reconquistou o Cabo de Santo Agostinho. Aliado a índios e colonos, dali expulsou caetés hostis e viabilizou na sequência a organização de sesmarias e a ocupação produtiva de áreas onde foram erguidos engenhos de açúcar. Em 1593, as terras foram elevadas ao status de freguesia, devido à prosperidade proporcionada pela monocultura da cana-de-açúcar.
O município guarda um grande acervo histórico, cultural e religioso, como os antigos engenhos que ajudaram a colocar Pernambuco no topo mundial da produção de açúcar no século XVII. Engenhos antigos, como o Engenho Massangana hoje impulsionam o turismo rural no estado e revelam o contexto histórico da região. Além do Forte Castelo do Mar, anteriormente Nossa Senhora de Nazaré, que desempenhou papel de alguma relevância no contexto da Insurreição Pernambucana contra o domínio holandês, no início da criação de uma consciência nacional brasileira.

## História

### A descoberta de Vicente Yáñez Pinzón

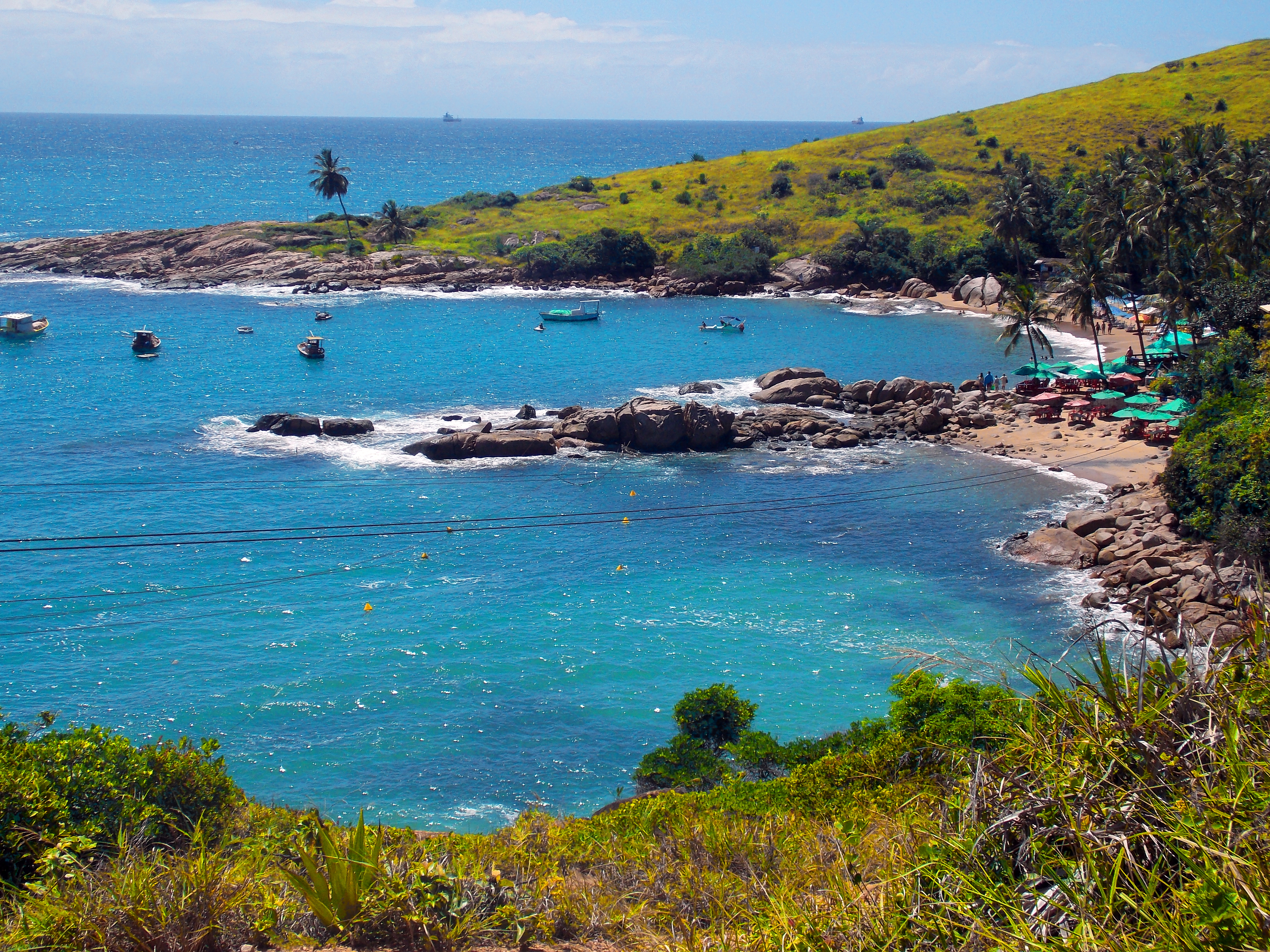
A Praia de Calhetas está situada na face norte do cabo de Santo Agostinho, local da descoberta do Brasil pelo navegador espanhol Vicente Yáñez Pinzón em 26 de janeiro de 1500

A história do Cabo de Santo Agostinho se iniciou antes da chegada dos portugueses ao Brasil. Uma esquadra espanhola composta por quatro caravelas zarpou de Palos de la Frontera no dia 19 de novembro de 1499. Após cruzar a linha do Equador, o navegador Vicente Yáñez Pinzón enfrentou uma forte tempestade, e então, no dia 26 de janeiro de 1500, avistou o cabo e ancorou suas naus num porto abrigado e de fácil acesso a pequenas embarcações, com 16 pés de fundo, segundo as indicações da sonda. O referido porto era a enseada de Suape, localizada na encosta sul do promontório, que a expedição denominou cabo de Santa María de la Consolación. A Espanha não reivindicou a descoberta, minuciosamente registrada por Pinzón e documentada por importantes cronistas da época como Pietro Martire d'Anghiera e Bartolomeu de las Casas, devido ao Tratado de Tordesilhas, assinado com Portugal.
O mapa de Juan de la Cosa, carta do século XV, mostra a costa sul-americana enfeitada com bandeiras castelhanas do cabo da Vela (na atual Colômbia) até o extremo oriental do continente. Ali figura um texto que diz "Este cavo se descubrio en año de mily IIII X C IX por Castilla syendo descubridor vicentians" ("Este cabo foi descoberto em 1499 por Castela sendo o descobridor Vicente Yáñez") e que muito provavelmente se refere à chegada de Pinzón em finais de janeiro de 1500 ao cabo de Santo Agostinho.

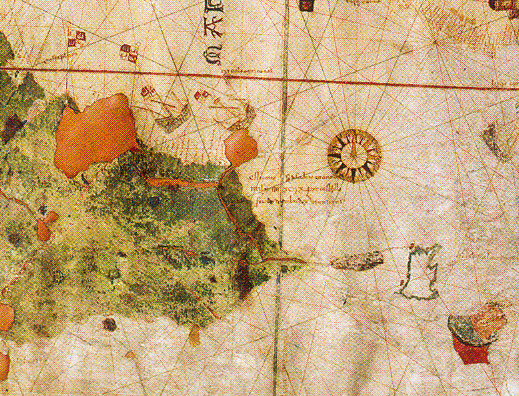
Pormenor do extremo oriental da América do Sul no Mapa de Juan de la Cosa, de 1500. A leste do cabo de Santo Agostinho aparece, desconectada do continente, a Ilha de Vera Cruz (Ysla descubierta por portugal).

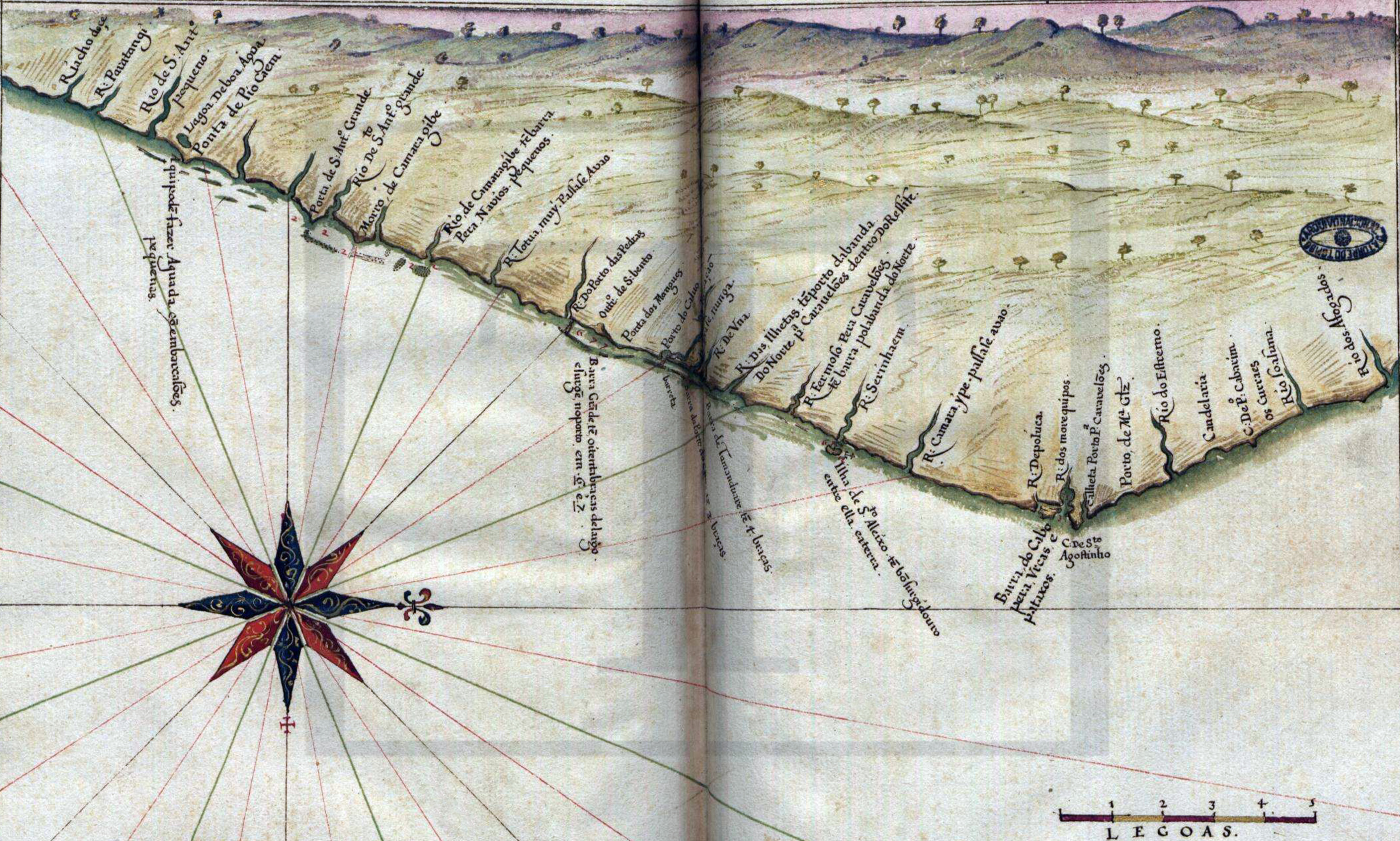
Cabo de Santo Agostinho por João Teixeira (1640)

Por ter descoberto o Brasil, Vicente Yáñez Pinzón foi condecorado pelo rei Fernando II de Aragão em 5 de setembro de 1501.
A prefeitura e os governos já nomearam eventos e lugares do município em homenagem ao seu descobridor. Na entrada da cidade há um monumento homenageando o navegador, no intuito de dar as boas-vindas aos visitantes.

### Início do povoamento
O município era habitado originalmente pelos índios Caeté. Os primeiros habitantes brancos chegaram no século XVI, fundando o então chamado Arraial do Cabo. Uma das marcas desse povoamento são as construções antigas que ainda podem ser observadas, como: as Igrejas Matriz de Santo Antônio, de Santo Amaro, Nossa Senhora do Livramento e antiga Capela do Rosário dos Pretos (hoje Praça Théo Silva), e casario escasso representado por antigos prédios nas ruas da Matriz (Rua Vigário João Batista) e Dr. Antonio de Souza Leão. As fachadas dessas construções são protegidas por lei, mas muitas delas hoje encontram-se descaracterizadas.

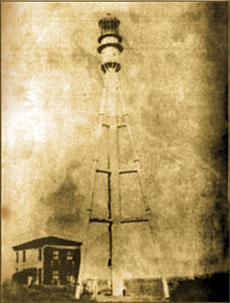
Antigo Farol de Nazaré

Em 1560, João Paes Barreto já instituía o Morgado de Nossa Senhora da Madre de Deus do Cabo de Santo Agostinho, vinculando o Engenho Madre de Deus, que depois passou a ser chamado de Engenho Velho. A escritura foi redigida em 28 de outubro de 1580. Segundo afirma Sebastião de Vasconcelos Galvão, autor do Dicionário Iconográfico, Histórico e Estatístico de Pernambuco, o povoamento sede do Município data de 1618; antes dessa data constituía-se de algumas casas esparsas, com certa distância uma das outras. Transcorridos mais de duzentos anos de ter iniciado o povoamento de Santo Agostinho, a freguesia foi elevada à predicação de Paróquia é que foi criada a Vila do Cabo de Santo Agostinho, por força do alvará de 27 de julho de 1811 e Provisão Régia de 15 de fevereiro de 1812, enviada ao então governador da Província de Pernambuco, o General Caetano Pinto de Miranda Montenegro.
Sua instalação, no entanto, ocorreu em 18 de fevereiro de 1812, pelo ouvidor e corregedor-geral da Comarca de Recife, o Doutor Clemente Ferreira de França. Foi elevada à categoria de Cidade a então Vila do Cabo de Santo Agostinho em 9 de julho de 1877, pela lei provincial nº. 1.269, para a denominação de Cidade de Cabo, adicionando, mais tarde, o nome do bispo e teólogo Santo Agostinho.
O Cabo teve sua economia objetivada no desenvolvimento da monocultura da cana-de-açúcar, a partir de 1570, com a doação de sesmarias ao curso do Rio Pirapama. Tendo João Paes ocupado as terras a ele doada em 1571, ao sul do Rio Araçuagipe (Pirapama), funda o primeiro engenho banguê que denominou Madre de Deus (hoje, Engenho Velho), o mais antigo centro açucareiro da região. Mais tarde, com a criação de novos engenhos, o Cabo passa a representar o poderio econômico de Província de Pernambuco, época em que a cana-de-açúcar representava a força de crescimento do país.

### Denominação
Em 1501, partiu de Portugal uma expedição de reconhecimento da costa brasileira, expedição esta confiada a Américo Vespúcio e comandada por Gonçalo Coelho. A frota atingiu o cabo em 28 de agosto, dia da morte de Agostinho de Hipona. O promontório foi então batizado como "Cabo de Santo Agostinho".
Essa região, ocupada por diversas aldeias indígenas, teve sua colonização iniciada em 1536, com o donatário Duarte Coelho Pereira. Em 1554 sua viúva dirigiu a capitania enquanto aguardava o regresso de seus filhos Duarte e Jorge de Albuquerque Coelho, que se encontravam em Portugal. Ao chegarem, em 1560, intensificaram as ações para expulsar os índios caetés. Em 1571, terminada a campanha contra os índios que viviam na região , o donatário Duarte de Albuquerque Coelho, desejando aumentar o povoamento de seus domínios, iniciou a distribuição de sesmarias nas férteis várzeas da região sul do estado, ao longo do rio Pirapama (Araçuagipe, naquela época). Essas terras foram concedidas aos fidalgos trazidos por seu pai e por ele próprio. Um desses nobres João Paes Barreto (5º avô do marquês do Recife), a quem coube a sesmaria ao sul do mencionado rio , onde ele fundou o Engenho Madre de Deus, depois chamado de Engenho Velho, o mais antigo do município. Posteriormente ele chegou a possuir oito engenhos, que legou aos seus filhos , ao atingirem os homens a maioridade e as mulheres, ao se casarem. Em 1580 João Paes Barreto instituiu o morgado de Nossa Senhora da Madre de Deus do Cabo de Santo Agostinho, vinculando o Engenho Madre de Deus e duas casas de sua propriedade, situadas na Vila de Olinda. Em 28 de outubro desse mesmo ano foi lavrada a escritura pública que oficializou o tradicional morgado, historicamente mais conhecido como Morgado do Cabo.

### Invasões holandesas

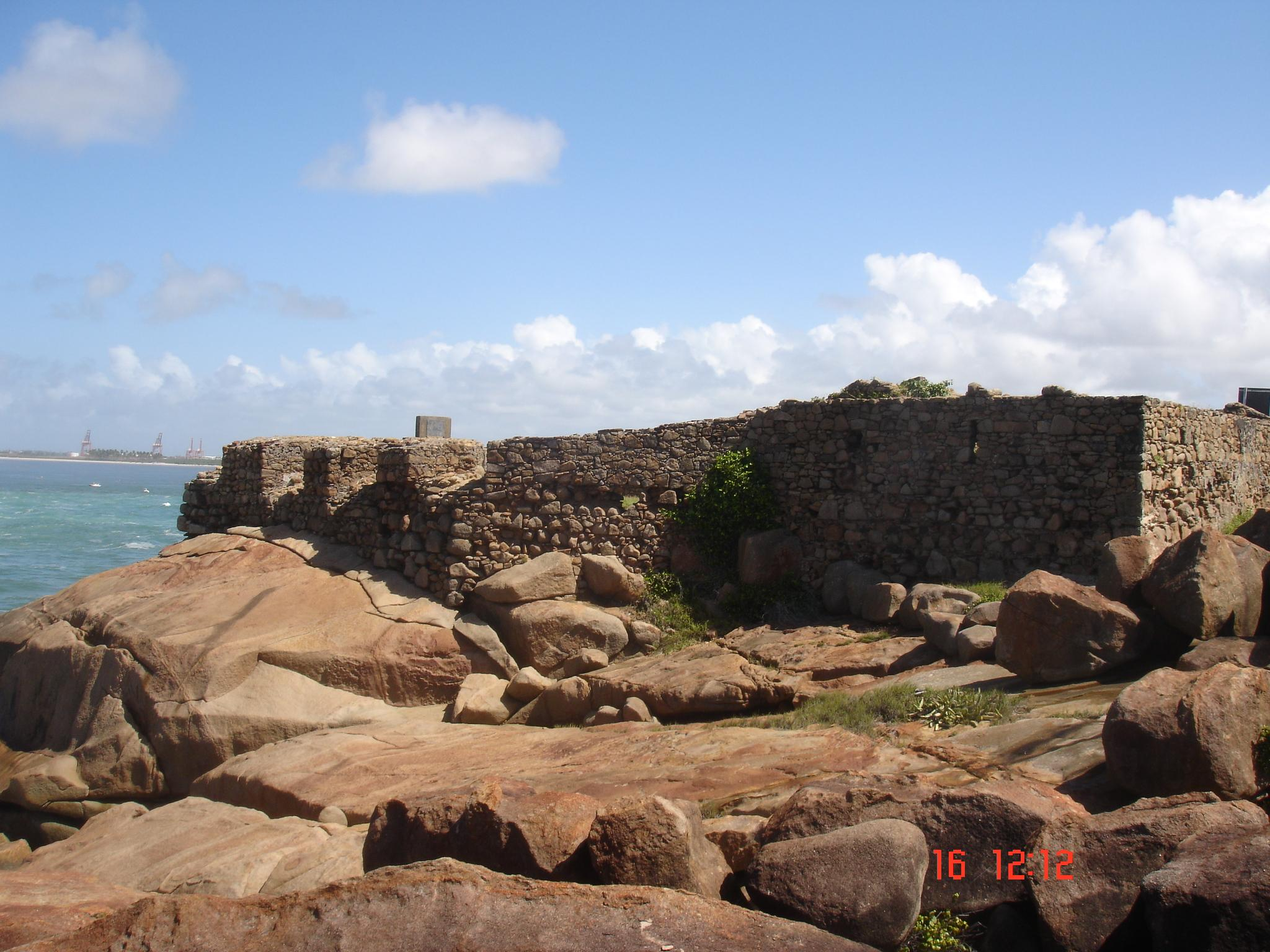
Ruínas do Forte Castelo do Mar

Durante a invasão holandesa (1630-1654) o Cabo foi atacado, iniciando-se a luta no porto, junto ao pontal de Nazaré, onde existia um pequeno forte, de onde a terra pernambucana foi defendida contra o invasor. No entanto, os holandeses conseguiram saquear os armazéns de açúcar e as naus carregadas que se encontravam no ancoradouro, apesar de os pernambucanos terem ateado fogo em alguns deles para não caírem em mãos do inimigo. Matias de Albuquerque e o conde Bagnuolo, tomando conhecimento do ataque, marcharam até a praia de Nazaré, organizando a resistência sobre o cabo que domina a barra. Na expulsão dos holandeses, movimento conhecido como Insurreição Pernambucana, os flamengos retiraram-se do Cabo quase sem lutas, entregando a fortaleza de Nazaré, comandada por Straetem, ao mestre-de-campo André Vidal de Negreiros.

### Formação administrativa
Dado o contexto histórico, pela provisão de 9 de setembro de 1622 é criada a Freguesia de Cabo de Santo Agostinho, que foi elevada à categoria de vila com a denominação de Vila do Cabo de Santo Agostinho através do alvará de 27 de julho de 1811 e provisão de 15 de fevereiro de 1812, desmembrando-se de Recife e instalando-se em 18 de junho de 1812. Pela lei provincial nº 152, de 30 de março de 1846, a vila foi extinta, sendo recriada com a denominação de Santo Agostinho do Cabo pela lei provincial nº 1296, de 9 de julho de 1877, e rebatizada de Cabo após algum tempo.
Pela lei municipal nº 3, de 7 de dezembro de 1892, é criado o distrito de Juçaral e pela lei municipal nº 94, de 18 de novembro de 1919, cria-se o distrito de Ponte dos Carvalhos. Em 22 de novembro de 1922, é criado o distrito de Nazaré, que passou a denominar-se Santo Agostinho pelo decreto-lei estadual nº 92, de 31 de março de 1938. Pela lei municipal nº 1690, de 19 de maio de 1994, o município de Cabo voltou a denominar-se Cabo de Santo Agostinho.
Atualmente o município destaca-se por possuir o segundo maior PIB industrial de Pernambuco, perdendo apenas para a capital estadual, tendo sua produção escoada principalmente pelas rodovias BR-101 e PE-60. Com 24,1 km de orla, e com uma ampla rede hoteleira, anualmente recebe milhares de turistas vindos de todas as partes do Brasil e do mundo.

## Geografia

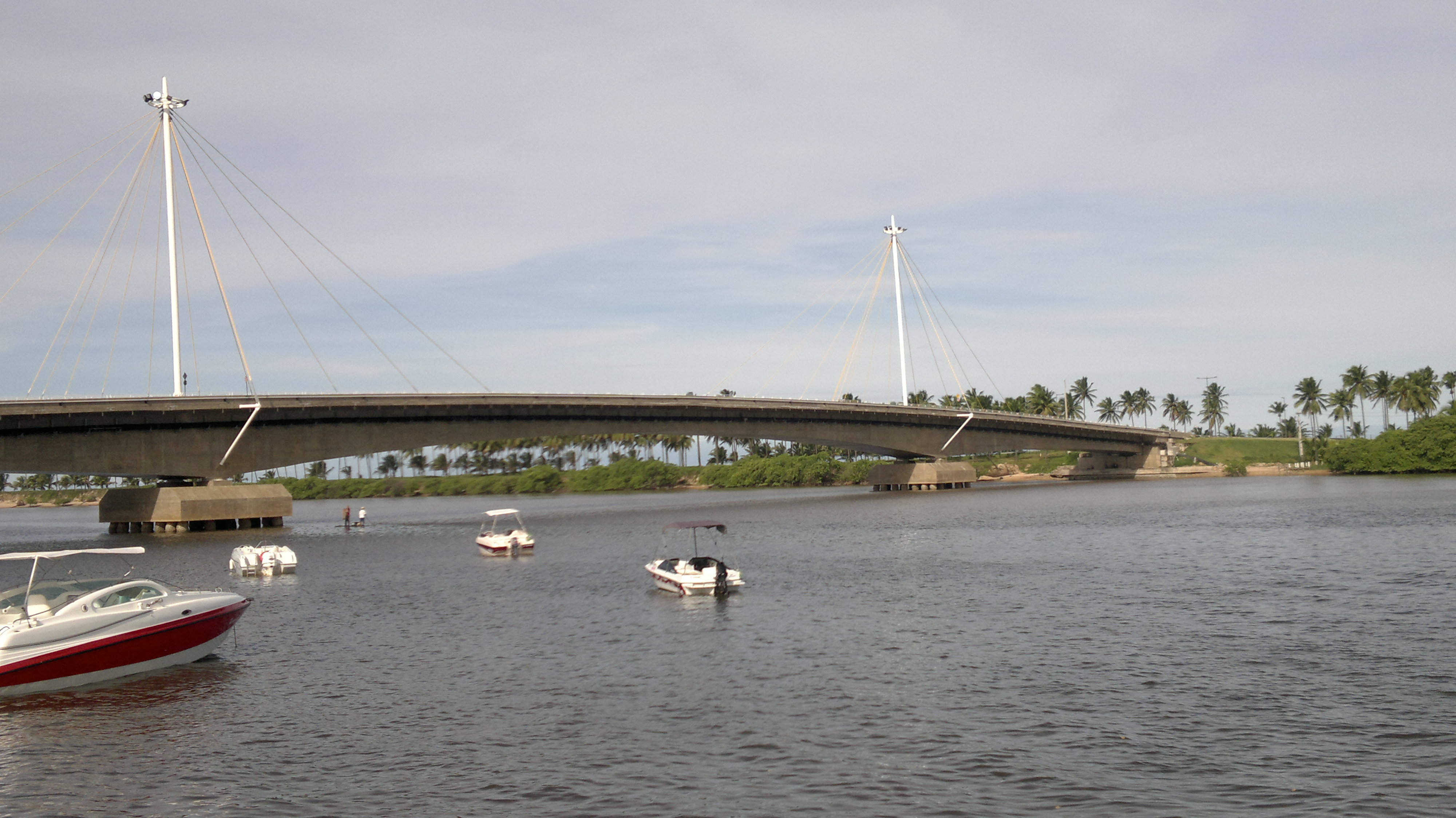
Ponte do Paiva sobre o rio Jaboatão que liga o bairro da Reserva do Paiva ao bairro de Barra de Jangada em Jaboatão dos Guararapes

Segundo o IBGE, a área territorial do município é de 448,735 km². A taxa de urbanização é de 90,68%. É o segundo maior município em área territorial da Região Metropolitana do Recife, atrás apenas de Ipojuca. Localiza-se a uma latitude 08º17'12" sul e a uma longitude 35º02'06" oeste, estando a uma altitude de 29 metros.  Está a apenas 33 km da capital pernambucana. Se localiza entre os municípios de Jaboatão dos Guararapes (norte); Ipojuca (sul); Escada e Vitória de Santo Antão (oeste).

### Relevo e hidrografia
O relevo de Cabo de Santo Agostinho insere-se na unidade das Superfícies Retrabalhadas, que é constituído por áreas que são retrabalhadas intensamente, com relevo bastante dissecado e com vales profundos. Este tipo de formação é chamada de "mar de morros", forma de relevo que antecede o Planalto da Borborema, que tem solos pobres e vegetação hipoxerófila.
O município está incluso no Grupo de Bacias de Pequenos Rios Litorâneos. Estando na bacia dos rios: Jaboatão, Pirapama, Gurjaú, Araribá, Pirapora, Cajabuçu, Jasmim e Arrombados. Tendo também em seus cursos hidrográficos os riachos: das Moças, Contra Açude, do Cafofo, Noruega, Santa Amélia, Utinga de Cima, Utinga de Baixo, Algodoais e Arroio Dois Rios. Seus principais açudes são: Pirapama (60 937 000 m³), Sicupema (3 200 000 m³), Represa Gurjaú, Cotovelo e Água Fria, além da Lagoa do Zumbi.

### Clima
O clima do município é classificado como clima tropical, do tipo As´. A temperatura média anual é de 25,1 °C, não havendo uma verdadeira estação seca, com chuvas concentradas nos meses de outono e inverno, principalmente entre abril e julho. O meses mais quentes são janeiro e fevereiro, ambos com a temperatura média de 26,4 °C. Já o mês mais ameno é julho com média de 23,5 °C, e ao mesmo tempo o maior precipitação, quando chove em média 308 mm, enquanto novembro, com média de apenas 47 mm, é o mês menos chuvoso.
| Dados climatológicos para Cabo de Santo Agostinho | Dados climatológicos para Cabo de Santo Agostinho | Dados climatológicos para Cabo de Santo Agostinho | Dados climatológicos para Cabo de Santo Agostinho | Dados climatológicos para Cabo de Santo Agostinho | Dados climatológicos para Cabo de Santo Agostinho | Dados climatológicos para Cabo de Santo Agostinho | Dados climatológicos para Cabo de Santo Agostinho | Dados climatológicos para Cabo de Santo Agostinho | Dados climatológicos para Cabo de Santo Agostinho | Dados climatológicos para Cabo de Santo Agostinho | Dados climatológicos para Cabo de Santo Agostinho | Dados climatológicos para Cabo de Santo Agostinho | Dados climatológicos para Cabo de Santo Agostinho |
| Mês                                               | Jan                                               | Fev                                               | Mar                                               | Abr                                               | Mai                                               | Jun                                               | Jul                                               | Ago                                               | Set                                               | Out                                               | Nov                                               | Dez                                               | Ano                                               |
| ------------------------------------------------- | ------------------------------------------------- | ------------------------------------------------- | ------------------------------------------------- | ------------------------------------------------- | ------------------------------------------------- | ------------------------------------------------- | ------------------------------------------------- | ------------------------------------------------- | ------------------------------------------------- | ------------------------------------------------- | ------------------------------------------------- | ------------------------------------------------- | ------------------------------------------------- |
| Temperatura máxima média (°C)                     | 29,5                                              | 29,4                                              | 29,3                                              | 28,8                                              | 28                                                | 27                                                | 26,4                                              | 26,7                                              | 27,3                                              | 28,2                                              | 28,8                                              | 29                                                | 28,2                                              |
| Temperatura média (°C)                            | 26,4                                              | 26,4                                              | 26,2                                              | 25,6                                              | 25                                                | 24,1                                              | 23,5                                              | 23,6                                              | 24,2                                              | 25,1                                              | 25,7                                              | 26                                                | 25,1                                              |
| Temperatura mínima média (°C)                     | 23,3                                              | 23,4                                              | 23,1                                              | 22,5                                              | 22,1                                              | 21,3                                              | 20,6                                              | 20,5                                              | 21,2                                              | 22                                                | 22,6                                              | 23                                                | 22,1                                              |
| Precipitação (mm)                                 | 99                                                | 121                                               | 203                                               | 252                                               | 270                                               | 294                                               | 308                                               | 177                                               | 102                                               | 54                                                | 47                                                | 64                                                | 1 991                                             |
| Fonte: Climate-Data.org                           |                                                   |                                                   |                                                   |                                                   |                                                   |                                                   |                                                   |                                                   |                                                   |                                                   |                                                   |                                                   |                                                   |

| Dados climatológicos para Cabo de Santo Agostinho (Juçaral) | Dados climatológicos para Cabo de Santo Agostinho (Juçaral) | Dados climatológicos para Cabo de Santo Agostinho (Juçaral) | Dados climatológicos para Cabo de Santo Agostinho (Juçaral) | Dados climatológicos para Cabo de Santo Agostinho (Juçaral) | Dados climatológicos para Cabo de Santo Agostinho (Juçaral) | Dados climatológicos para Cabo de Santo Agostinho (Juçaral) | Dados climatológicos para Cabo de Santo Agostinho (Juçaral) | Dados climatológicos para Cabo de Santo Agostinho (Juçaral) | Dados climatológicos para Cabo de Santo Agostinho (Juçaral) | Dados climatológicos para Cabo de Santo Agostinho (Juçaral) | Dados climatológicos para Cabo de Santo Agostinho (Juçaral) | Dados climatológicos para Cabo de Santo Agostinho (Juçaral) | Dados climatológicos para Cabo de Santo Agostinho (Juçaral) |
| Mês                                                         | Jan                                                         | Fev                                                         | Mar                                                         | Abr                                                         | Mai                                                         | Jun                                                         | Jul                                                         | Ago                                                         | Set                                                         | Out                                                         | Nov                                                         | Dez                                                         | Ano                                                         |
| ----------------------------------------------------------- | ----------------------------------------------------------- | ----------------------------------------------------------- | ----------------------------------------------------------- | ----------------------------------------------------------- | ----------------------------------------------------------- | ----------------------------------------------------------- | ----------------------------------------------------------- | ----------------------------------------------------------- | ----------------------------------------------------------- | ----------------------------------------------------------- | ----------------------------------------------------------- | ----------------------------------------------------------- | ----------------------------------------------------------- |
| Temperatura máxima média (°C)                               | 28                                                          | 27,8                                                        | 27,6                                                        | 27                                                          | 25,9                                                        | 24,9                                                        | 24,3                                                        | 24,5                                                        | 25,5                                                        | 26,7                                                        | 27,4                                                        | 27,7                                                        | 26,4                                                        |
| Temperatura média (°C)                                      | 24,1                                                        | 24,1                                                        | 23,9                                                        | 23,5                                                        | 22,7                                                        | 21,7                                                        | 21                                                          | 21                                                          | 21,9                                                        | 22,9                                                        | 23,5                                                        | 23,9                                                        | 22,8                                                        |
| Temperatura mínima média (°C)                               | 20,3                                                        | 20,5                                                        | 20,3                                                        | 20,1                                                        | 19,5                                                        | 18,6                                                        | 17,8                                                        | 17,6                                                        | 18,4                                                        | 19,1                                                        | 19,6                                                        | 20,1                                                        | 19,3                                                        |
| Precipitação (mm)                                           | 61                                                          | 81                                                          | 148                                                         | 166                                                         | 192                                                         | 222                                                         | 235                                                         | 120                                                         | 73                                                          | 37                                                          | 33                                                          | 51                                                          | 1 419                                                       |
| Fonte: Climate-Data.org                                     |                                                             |                                                             |                                                             |                                                             |                                                             |                                                             |                                                             |                                                             |                                                             |                                                             |                                                             |                                                             |                                                             |

| Dados climatológicos para Cabo de Santo Agostinho (Ponte dos Carvalhos) | Dados climatológicos para Cabo de Santo Agostinho (Ponte dos Carvalhos) | Dados climatológicos para Cabo de Santo Agostinho (Ponte dos Carvalhos) | Dados climatológicos para Cabo de Santo Agostinho (Ponte dos Carvalhos) | Dados climatológicos para Cabo de Santo Agostinho (Ponte dos Carvalhos) | Dados climatológicos para Cabo de Santo Agostinho (Ponte dos Carvalhos) | Dados climatológicos para Cabo de Santo Agostinho (Ponte dos Carvalhos) | Dados climatológicos para Cabo de Santo Agostinho (Ponte dos Carvalhos) | Dados climatológicos para Cabo de Santo Agostinho (Ponte dos Carvalhos) | Dados climatológicos para Cabo de Santo Agostinho (Ponte dos Carvalhos) | Dados climatológicos para Cabo de Santo Agostinho (Ponte dos Carvalhos) | Dados climatológicos para Cabo de Santo Agostinho (Ponte dos Carvalhos) | Dados climatológicos para Cabo de Santo Agostinho (Ponte dos Carvalhos) | Dados climatológicos para Cabo de Santo Agostinho (Ponte dos Carvalhos) |
| Mês                                                                     | Jan                                                                     | Fev                                                                     | Mar                                                                     | Abr                                                                     | Mai                                                                     | Jun                                                                     | Jul                                                                     | Ago                                                                     | Set                                                                     | Out                                                                     | Nov                                                                     | Dez                                                                     | Ano                                                                     |
| ----------------------------------------------------------------------- | ----------------------------------------------------------------------- | ----------------------------------------------------------------------- | ----------------------------------------------------------------------- | ----------------------------------------------------------------------- | ----------------------------------------------------------------------- | ----------------------------------------------------------------------- | ----------------------------------------------------------------------- | ----------------------------------------------------------------------- | ----------------------------------------------------------------------- | ----------------------------------------------------------------------- | ----------------------------------------------------------------------- | ----------------------------------------------------------------------- | ----------------------------------------------------------------------- |
| Temperatura máxima média (°C)                                           | 29,5                                                                    | 29,5                                                                    | 29,4                                                                    | 28,9                                                                    | 28,1                                                                    | 27,1                                                                    | 26,6                                                                    | 26,9                                                                    | 27,5                                                                    | 28,5                                                                    | 29                                                                      | 29                                                                      | 28,3                                                                    |
| Temperatura média (°C)                                                  | 26,4                                                                    | 26,5                                                                    | 26,2                                                                    | 25,7                                                                    | 25,1                                                                    | 24,3                                                                    | 23,7                                                                    | 23,8                                                                    | 24,4                                                                    | 25,4                                                                    | 25,9                                                                    | 26                                                                      | 25,3                                                                    |
| Temperatura mínima média (°C)                                           | 23,4                                                                    | 23,5                                                                    | 23,1                                                                    | 22,6                                                                    | 22,2                                                                    | 21,5                                                                    | 20,8                                                                    | 20,7                                                                    | 21,4                                                                    | 22,3                                                                    | 22,8                                                                    | 23,1                                                                    | 22,3                                                                    |
| Precipitação (mm)                                                       | 88                                                                      | 110                                                                     | 193                                                                     | 237                                                                     | 258                                                                     | 281                                                                     | 289                                                                     | 166                                                                     | 93                                                                      | 50                                                                      | 42                                                                      | 56                                                                      | 1 863                                                                   |
| Fonte: Climate-Data.org                                                 |                                                                         |                                                                         |                                                                         |                                                                         |                                                                         |                                                                         |                                                                         |                                                                         |                                                                         |                                                                         |                                                                         |                                                                         |                                                                         |

| Dados climatológicos para Cabo de Santo Agostinho (Santo Agostinho) | Dados climatológicos para Cabo de Santo Agostinho (Santo Agostinho) | Dados climatológicos para Cabo de Santo Agostinho (Santo Agostinho) | Dados climatológicos para Cabo de Santo Agostinho (Santo Agostinho) | Dados climatológicos para Cabo de Santo Agostinho (Santo Agostinho) | Dados climatológicos para Cabo de Santo Agostinho (Santo Agostinho) | Dados climatológicos para Cabo de Santo Agostinho (Santo Agostinho) | Dados climatológicos para Cabo de Santo Agostinho (Santo Agostinho) | Dados climatológicos para Cabo de Santo Agostinho (Santo Agostinho) | Dados climatológicos para Cabo de Santo Agostinho (Santo Agostinho) | Dados climatológicos para Cabo de Santo Agostinho (Santo Agostinho) | Dados climatológicos para Cabo de Santo Agostinho (Santo Agostinho) | Dados climatológicos para Cabo de Santo Agostinho (Santo Agostinho) | Dados climatológicos para Cabo de Santo Agostinho (Santo Agostinho) |
| Mês                                                                 | Jan                                                                 | Fev                                                                 | Mar                                                                 | Abr                                                                 | Mai                                                                 | Jun                                                                 | Jul                                                                 | Ago                                                                 | Set                                                                 | Out                                                                 | Nov                                                                 | Dez                                                                 | Ano                                                                 |
| ------------------------------------------------------------------- | ------------------------------------------------------------------- | ------------------------------------------------------------------- | ------------------------------------------------------------------- | ------------------------------------------------------------------- | ------------------------------------------------------------------- | ------------------------------------------------------------------- | ------------------------------------------------------------------- | ------------------------------------------------------------------- | ------------------------------------------------------------------- | ------------------------------------------------------------------- | ------------------------------------------------------------------- | ------------------------------------------------------------------- | ------------------------------------------------------------------- |
| Temperatura máxima média (°C)                                       | 29,1                                                                | 29,1                                                                | 28,9                                                                | 28,5                                                                | 27,7                                                                | 26,7                                                                | 26,2                                                                | 26,4                                                                | 27                                                                  | 27,9                                                                | 28,4                                                                | 28,6                                                                | 27,9                                                                |
| Temperatura média (°C)                                              | 26,2                                                                | 26,2                                                                | 25,9                                                                | 25,4                                                                | 24,8                                                                | 23,9                                                                | 23,3                                                                | 23,3                                                                | 24                                                                  | 24,9                                                                | 25,4                                                                | 25,7                                                                | 24,9                                                                |
| Temperatura mínima média (°C)                                       | 23,3                                                                | 23,3                                                                | 22,9                                                                | 21,4                                                                | 21,9                                                                | 21,2                                                                | 20,5                                                                | 20,3                                                                | 21,1                                                                | 22                                                                  | 22,5                                                                | 22,9                                                                | 21,9                                                                |
| Precipitação (mm)                                                   | 103                                                                 | 124                                                                 | 198                                                                 | 255                                                                 | 281                                                                 | 311                                                                 | 311                                                                 | 187                                                                 | 104                                                                 | 57                                                                  | 49                                                                  | 63                                                                  | 2 043                                                               |
| Fonte: Climate-Data.org                                             |                                                                     |                                                                     |                                                                     |                                                                     |                                                                     |                                                                     |                                                                     |                                                                     |                                                                     |                                                                     |                                                                     |                                                                     |                                                                     |

### Ecologia e meio ambiente
A vegetação nativa e predominante no município é a mata atlântica, que foi quase que completamente dizimada com a criação de engenhos e a substituição da sua flora pela monocultura da cana-de-açúcar, que destacou a Província de Pernambuco pela quantidade e qualidade do açúcar produzido. Mais tarde, com as questões ambientais sendo intensamente discutidas em todo mundo, leis foram cridas com a finalidade de assegurar a preservação do que restou. O município possui nove importantes reservas ecológicas de mata atlântica, são elas: Reserva Ecológica Mata de Duas Lagoas, Reserva Ecológica Mata do Camaçari, Reserva Ecológica Mata do Zumbi e Reserva Ecológica do Sistema Gurjaú-Guararapes, Reserva Ecológica Mata do Bom Jesus, Reserva Ecológica Mata do Contra-Açude, Reserva Ecológica Serra do Cotuvelo, Reserva Ecológica Mata do Cumaru, Reserva Ecológica Mata do Urucu.
Ainda podem ser encontradas nesses refúgios ecológicos espécies típicas, como: Palmeiras, Bromélias, Begônias, Orquídeas, Cipós, Briófitas, Pau-brasil, Jacaranda, Peroba, Jequitibá-rosa, Cedro, Andira, Ananas, Figueiras.

### Geologia
Os solos estão representados pelos latossolos nos topos planos, sendo profundos e bem drenados. É representados também Podzóicos nas vertentes íngremes, sendo de pouco a mediamente profundo e bem drenados e também pelos Gleissolos de Várzea nos fundos dos vales estreitos, possuindo solo orgânico e encharcado.
Está situado geologicamente na Província da Borborema, sendo composto pelos seguintes litotipos: Complexo Belém do São Francisco, do Granitóides Indiscriminados, da Suíte Calcialcalina de Médio a Alto Potássio Itaporanga, do Grupo Pernambuco, da Formação Ipojuca, e dos Depósitos Colúvio-eluviais, Flúvio-marinhos e Aluvionares.

## Demografia

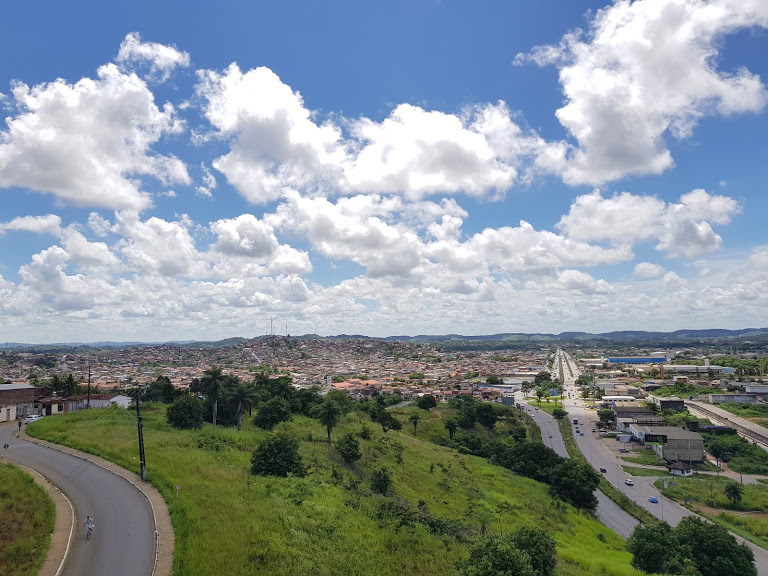
Vista da cidade

Segundo a contagem do Censo do ano de 2012, feito pelo Instituto Brasileiro de Geografia e Estatística, o município tem 189 222 habitantes, estando 167 783 na zona urbana e 17 242 na zona rural. Sendo o sétimo (7°) maior do estado, o quinto maior da Região Metropolitana do Recife e o maior da Microrregião de Suape. Tem uma densidade demográfica de 414,32 hab/km². Já a estimativa para o ano de 2013, apontava uma população de 196.152 habitantes. A taxa de urbanização é de 90,68% e a taxa de crescimento demográfico foi de 1,92% entre os anos 2000-2010. Enquanto ao sexo, 46,4% da população é do sexo feminino e os 44,3% restantes do sexo masculino. Representa 2,1% da população estadual. O Cabo possui 54.402 domicílios.
Segundo o IBGE, em 2003 o coeficiente de Gini era de 0,41, numa escala que vai de 0,00 a 1,00, sendo que 0,00 é o melhor resultado (menos desigualdade) e 1,00 o pior (com mais desigualdade). A mesma pesquisa mostrou que a incidência de pobreza era de 57,01%, sendo 50,13% o limite inferior e 63,90% o limite superior. A incidência de pobreza subjetiva era de 33,70%.
Em 2000, Índice de Desenvolvimento Humano (IDH-M) de Cabo de Santo Agostinho era de 0,547, considerado médio pelo Programa das Nações Unidas para o Desenvolvimento (PNUD). Já com relação ao ano de 2010, o PNUD calculou o desenvolvimento humano do município em 0,686, considerado médio e acima da taxa estadual, que nesse mesmo ano foi de 0,673.
Segundo o IBGE, no ano de 2000 a média da renda domiciliar dos habitantes do município era de R$ 259,75. Dez anos depois, em 2010, a renda havia crescido e chegado aos R$ 441,95, estando, todavia, abaixo da média estadual, que é de R$ 508,82. Ainda nas estatísticas referentes ao ano de 2010, a taxa de mulheres responsáveis pelo domícilio particulares permanentes era de 40,65%, maior que a porcentagem estadual, que é de 32,86%.
No ano 2000 a expectativa de vida no município era de 63,53 anos. Já em 2010, o índice havia crescido e chegado a 73,74 anos, ou seja, a população havia ganhado mais de 10 anos na expectativa.
Segundo os dados do IBGE, do censo de 2010, a maioria da população cabense se declararam católica apostólica romana (37,6% da população), no entanto, templos evangélicos de diversas denominações podem ser facilmente encontrados. Outra parte da população (cerca de 36,8% dos habitantes), se declararam evangélicos. Grande parcela dos entrevistados (21,7%), declararam não seguir nenhuma religião. As religiões com menos seguidores no município são as afro-descendentes e as orientais.
Segundo a divisão feita pela Igreja Católica, o município está incluído na Arquidiocese de Olinda e Recife, que foi criada em 26 de julho de 1918 pelo papa Bento XV. Na cidade as comunidades são regidas por 4 paróquias, sendo elas: Paróquia Santo Antônio, Paróquia São José Operário, Paróquia Nossa Senhora do Bom Conselho e Paróquia São José. Os templos católicos do Cabo de Santo Agostinho possuem traços arquitetônicos variados.
As igrejas evangélicas pentecostais com maior quantidade de fieis no município são: Assembleia de Deus (4,27%), Igreja Universal do Reino de Deus (1,59%), Igreja Congregação Cristã no Brasil (1,56%), Igreja Cristã Maranata (0,47%) Casa de Bênção (0,11%).
Em 2010, segundo dados do Censo IBGE,  a população cabense era composta majoritariamente por pardos, somando 106 778; 54 715 brancos; 17 758 pretos; 674 amarelos e 120 indígenas. A maioria da população é formada por descendentes de africanos, indígenas e europeus.

## Política
A administração do município é feita pelo poder executivo e pelo poder legislativo. Atualmente quem está à frente do poder executivo é o prefeito Clayton da Silva Marques (Keko do Armazém), do Partido Liberal (PSB), eleito em 2020.
O eleitorado do município é constituído de 125 865 eleitores, sendo 65 216 mulheres e 60 414 homens. O município se rege pela lei orgânica promulgada no dia 30 de abril de 1990, que entrou em vigor ainda nesta data. A cidade possui uma cidade irmã: Palos de la Frontera, cidade andaluza que é terra natal do navegador Vicente Yáñez Pinzón, personagem que está atrelado à história do município.
O poder legislativo é exercido pela câmara de vereadores, que é formada por 17 vereadores eleitos para o mandato que dura quatro anos. Está constituído por uma cadeira do Partido dos Trabalhadores (PT); duas cadeira do Partido da Mobilização Nacional (PMN); duas cadeiras do Partido Social Cristão (PSC); duas cadeiras do Partido Socialista Brasileiro (PSB); duas cadeiras d Partido da Social Democracia Brasileira (PSDB); uma do Partido Popular Socialista (PPS); uma do Partido Republicano Progressista (PRP); uma do Partido Social Democrático (PSD); uma do Partido Trabalhista Cristão (PTC); uma do Partido Democrático Trabalhista (PDT) e uma do Partido Comunista do Brasil (PC do B). Compete à câmara criar e votar leis fundamentais à administração e ao Executivo, especialmente o orçamento participativo (Lei de Diretrizes Orçamentárias).

## Subdivisões
Cabo de Santo Agostinho é formado por quatro distritos: distrito-sede, Juçaral, Ponte dos Carvalhos e Santo Agostinho. Ainda é composto pelos povoados: Pirapama, Vila das Mercês, Gurjaú, Usina Liberdade e Usina Bom Jesus.

### Distritos
| Distritos de Cabo de Santo Agostinho (IBGE/2010) |            |            |            |                         |
| Distrito                                         | Habitantes | Habitantes | Habitantes | Domicílios particulares |
| Distrito                                         | Homens     | Mulheres   | Total      | Domicílios particulares |
| Sede                                             | 50 826     | 53 074     | 104 000    | 32 793                  |
| Santo Agostinho                                  | 10 960     | 10 220     | 21 180     | 13 306                  |
| Juçaral                                          | 3 026      | 2 758      | 5 784      | 1 806                   |
| Ponte dos Carvalhos                              | 25 947     | 28 114     | 54 061     | 16 580                  |

### Bairros
Na cidade do Cabo de Santo Agostinho, há a divisão dos bairros em Banda Alta e Banda Baixa:

#### Banda Alta
- Alto da Bela Vista;
- Bom Conselho;
- Centro;
- Charneca;
- Charnequinha;
- Cohab;
- Engenho Ilha;
- Malaquias;
- Mercês;
- Pirapama;
- Ponte dos Carvalhos;
- Pontezinha;
- Rosário;
- São Francisco.

#### Banda Baixa
- Destilaria;
- Distrito Industrial Diper;
- Distrito Industrial Santo Estevão;
- Enseada dos Corais;
- Gaibu;
- Garapu;
- Itapuama;
- Jardim Santo Inácio;
- Paiva;
- Suape;
- Vila Roca
- Vila Social Contra Mocambo.

## Economia

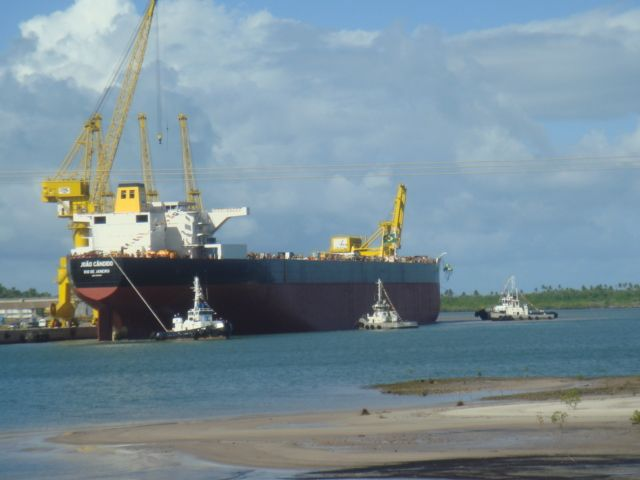
O Porto de Suape localizado entre os municípios de Ipojuca e Cabo de Santo Agostinho

O Produto Interno Bruto (PIB) do Cabo de Santo Agostinho é o segundo maior da Microrregião de Suape e a quarta maior economia do estado. De acordo com os dados do IBGE, referentes a 2017, o PIB do município era de R$ 9 964 400 mil. 2 846 536 mil eram de impostos sobre produtos líquidos de subsídios a preços correntes. O PIB per capita era de R$ 48 689,25 mil, sendo o quarto maior do estado.
| Produto Interno Bruto Municipal (2017) | Produto Interno Bruto Municipal (2017) |
| -------------------------------------- | -------------------------------------- |
| Setor                                  | Valor Adicionado Bruto                 |
| Agropecuária                           | 25.250                                 |
| Indústria                              | 2.411.556                              |
| Serviços                               | 3.742.731                              |

### Setor primário
A agropecuária é o setor menos relevante na economia cabense, somando um valor adicionado bruto de R$ 25.250 mil, ou 0,25% de toda economia. No passado o município era bastante dependente da monocultura da cana-de-açúcar, foi graças à criação de engenhos que o Cabo passou a existir como um próspero povoado e mais tarde como um município. No entanto, esta atividade passou a perder importância, principalmente após a criação do Complexo Industrial e Portuário de Suape, no final dos anos 1970. Há 1 526 estabelecimentos agropecuários no seu território e 626 proprietários.
Segundo dados do censo pecuário de 2012, na lavoura permanente foram destaques a produção de manga (90 toneladas em 20 hectares); maracujá (60 toneladas em 10 hectares); Goiaba (60 toneladas em 20 hectares); limão (50 toneladas em 10 hectares); laranja (25 toneladas em 10 hectares); banana (2 500 toneladas em 500 hectares) e coco-da-baía (2 500 frutos em 100 hectares).
Já na lavoura temporária, o destaque foi a seguinte produção: cana-de-açúcar (315 mil toneladas em 7.000 hectares).
Segundo dados do censo pecuário de 2012, o município possui 41 250 mil aves (galos, frangas, frangos e pintos). Tendo 1 687 cabeças de bovinos e 206 cabeças de bubalinos. Naquele ano foram contados 117 suínos, 136 ovinos e 28 muares.
A produção de leite foi de 400 mil litros, a produção de mel foi de 870 kg, 190 mil ovos foram produzidos, além de 8 mil dúzias de ovos de codorna. Ao todo, 506 vacas foram ordenhadas.

### Setor secundário

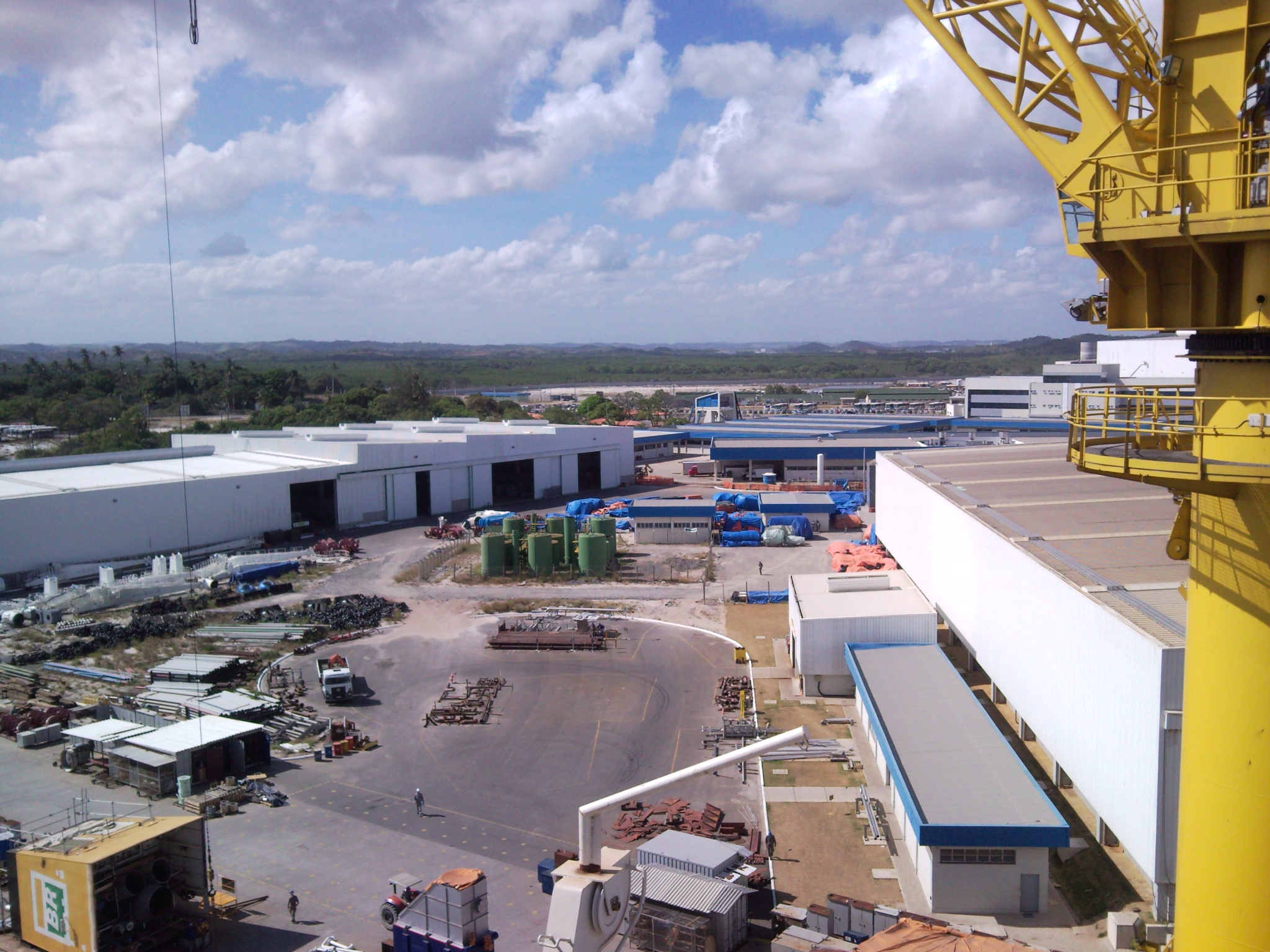
Complexo Industrial e Portuário de Suape

A indústria é o setor mais relevante na economia cabense, com R$ 2.411.556 mil, representando cerca de 25,2% da economia. O município tem uma das indústrias mais fortes e a mais diversificada de Pernambuco e da região nordeste. Segundo dados da Estatística do Cadastro Central de Empresas, no ano de 2011 o município possuía 2 607 empresas atuantes, com 39 353 pessoas assalariadas, 42 108 pessoas ocupadas e o salário médio de 2,8 salários mínimos. Salários, juntamente com outras remunerações somavam 724 400 mil reais.
Sedia algumas das principais indústrias da região nordeste, como a Refrescos Guararapes Ltda. (Coca-Cola), a Copagás Distribuidora de Gás Ltda., Petrobrás Distribuidora S/A, Shell do Brasil S/A, a Pamesa S/A, a Unilever S/A e a Pepsico do Brasil.

### Setor terciário
Esse setor detém 37,56% da economia municipal, somando um valor adicionado bruto de R$ 3.742.731 mil. Segundo dados da Agência Condepe/Fidem, 16.480 mil pessoas trabalham nos setores comercial e de prestação de serviços.
Em 2009 a cidade inaugurou o seu primeiro shopping, o Costa Dourada, localizado na rodovia PE-060, no bairro Garapu. O centro comercial tem uma área construída de 24.000 m², com aproximadamente 20.000 m² de área bruta locada (ABL), com estacionamento com capacidade de até 1000 vagas. Conta com 100 lojas, 3 âncoras e 2 mega-lojas, além de bancos, área de diversão eletrônica, cinema em 3D, entre outros.

## Estrutura urbana

### Saúde
Em 2009 o município possuía 40 estabelecimentos de saúde, entre eles pronto-socorro, posto de saúde e serviços odontológicos, sendo 45 públicos e 20 privados. Em 2008 possuía 378 leitos para internação, sendo 278 deles públicos e 100 privados. Em 2010 a taxa de mortalidade infantil era de 14,7 para cada mil nascidos vivos. No mesmo ano, o município possuía 219 profissionais médicos, estando 57 deles em estabelecimento privado e os 162 restantes no público. Segundo o PNUD, em 2010, o índice referente à saúde no município era de 0,812, considerado muito alto.
Inaugurado em 1 de julho de 2010, o Hospital Dom Hélder Câmara é um dos maiores da cidade. Estando localizado no km 28 da BR-101 sul, oferece serviços de urgência e emergência 24 horas por dia, dispondo de clínica médica, cirurgia geral, traumato-ortopedia e cardiologia.
Construído numa área de 12,734 mil m², o hospital é divido em quatro pavimentos. A unidade conta com 157 leitos em três desses pavimentos, sendo eles clínica médica, cirurgia geral, traumato-ortopedia e cardiologia, com mais 28 leitos na Unidade de Terapia Intensiva (UTI). A aquipe multidisciplinar é constituída por 172 profissionais, com mais 120 profissionais em outras áreas, como: enfermeiros, assistentes sociais, fisioterapeutas, farmacêuticos, psicólogos, fonoaudiólogos e nutricionistas. Totalizando 820 funcinários. A superintendência do hospital é gerênciada pela médica Maria Célia Costa. A unidade tem capacidade anual de realizar 29 mil consultas, 7.900 internações, 200 mil diagnósticos (laboratório e radiologia) e 52 mil atendimentos de urgência para pacientes adultos.
Segundo o PNUD, em 2010, a taxa de mortalidade infantil era de 17,2, possuindo um valor menor que a média estadual, que é de 18,4 por mil nascidos vivos. A taxa de fecundidade apresentou queda entre 1991 e 2010, detendo um valor total de 1,7.

### Educação
O Índice de Desenvolvimento da Educação Básica (IDEB) médio entre as escolas públicas do Cabo de Santo Agostinho era de 3,7 (na 5º ano) e de 3,1 (no 8°ano). Sendo a nota 4,0 (5º ano) e nota 3,1 (8º ano) nas escolas estaduais, nota 3,7 (5º ano) e nota 3,0 (8º ano) nas escolas municipais. Estando abaixo da média estadual na educação pública, que é de 3,9 (5º ano) e 3,2 (8º ano).  O valor do Índice de Desenvolvimento Humano para a educação é de 0,609, considerado médio pelo PNUD, o valor é maior que a média estadual que é de apenas 0,547.
O município contava, em 2012, com 32.134 matrículas no ensino fundamental, sendo 6.041 mil em escolas privadas, 3.438  em escolas estaduais e 22.655 em escolas municipais. Naquele ano existiam 130 escolas do ensino fundamental, sendo 30 privadas, 10 estaduais e 90 municipais. Estavam matriculados no ensino médio 9.738 alunos, sendo que 9.138 deles pertencem à rede estadual, enquanto que 600 alunos pertecem à rede privada.
Em 2010, 16,7% das crianças de 7 a 14 não cursavam o ensino fundamental. A taxa de conclusão do ensino médio entre jovens entre 15 e 17 anos anos era de 46,7%. A taxa de analfabetismo de jovens e adolescentes entre 15 e 24 anos era de 3,6%. A distorção idade-série se eleva quanto maior o grau de ensino, nos anos iniciais a defasagem era de 21,7%, de 30,8% nos anos finais e de 32% porcento no ensino médio.
| Ensino pré-escolar | 4 569  | 231   | 111 |
| Ensino fundamental | 32 134 | 1 291 | 130 |
| Ensino médio       | 9 738  | 392   | 19  |

Dados de 2000 mostraram que a taxa de analfabetismo no Cabo de Santo Agostinho era de 19,3%. Após doze anos, em 2012, a taxa havia diminuído e chegado aos 12,1%, apesar de ainda ser considerado alto. Parte dessa queda é devido às ações tomadas pelos governos federal e estadual afim de diminuir o analfabetismo, como o Programa Paulo Freire, desenvolvido pelo governo do Estado de Pernambuco, que visa a alfabetização de jovens e idosos acima dos 15 anos.
A partir de 2014 o município passou a contar com uma unidade acadêmica da Universidade Federal Rural de Pernambuco chamada de UACSA(unidade acadêmica do Cabo de Santo Agostinho) para o desenvolvimento da região, sendo ainda ofertado um cursinho pré-vestibular grátis ao moradores da cidade com aulas de professores mestres e doutores além dos alunos da unidade aos finais de semana.

### Segurança
A segurança pública na cidade do Cabo de Santo Agostinho é de responsabilidade de diversos órgãos. A Secretaria Municipal de Defesa Social (SMDS) é o órgão que regula a guarda municipal, que é responsável por proteger bens e locais públicos e colaborar com o órgão de fiscalização municipal. Além da polícia militar, que é responsável pelo policiamento, patrulhamento bancário, prisional, ambiental, escolar e de eventos públicos. A polícia civil tem o objetivo de combater e apurar crimes e infrações.
O município é um dos mais violentos de Pernambuco.
Segundo dados da Secretaria de Defesa Social do governo pernambucano, em 2012 a taxa de Crime Violento Letal e Intencional (CVLI) foi de 86,45 mortes para cada 100 mil habitantes, ocupando o quarto lugar estadual e o segundo na Região Metropolitana do Recife, atrás somente de Itamaracá.
Criado pelo Governo de Pernambuco em 2007, o programa Pacto pela Vida reduziu o número de homicídios intencionais no Estado e no Cabo, ainda que o município possua índices alarmantes.

### Habitação, serviços e comunicação
No ano de 2010, segundo o IBGE, a cidade tinha 53.402 domicílios permanentes, sendo 52.249 casas e 470 apartamentos, 562 casas de vila ou condomínio e 121 domicílios em cômodos ou cortiços. Desse total, 39.718 domicílios eram próprios já quitados, 254 próprios em aquisição e 9.726 alugados. 3.782 imóveis foram cedidos, 1.457 por empregador e 2.325 de outra forma e 176 em outras condições. A maior parte do município dispõe de água tratada, esgoto, energia elétrica, limpeza urbana, telefonia fixa e móvel. Em 2008 46.166 residências eram abastecidas de água pela companhia responsável, sendo açudes, rios, poços, igarapés e lagos as outras formas de obtenção de água da população.
No final do ano de 2011 foi inaugurado o Sistema Adutor de Pirapama, que aumentou em 48% a oferta de distribuição de água na Região Metropolitana do Recife. O sistema que capta água no Cabo, beneficiou mais de 3,5 milhões de pessoas em cinco municípios. A região tinha um dos piores índices de abastecimento do Brasil. O sistema é constituído por uma barragem com a capacidade de 61 milhões de m³ de água. A Estação de Tratamento de Água (ETA) tem capacidade de tratar até 5.130 mil litros por segundo.
A empresa responsável pelo abastecimento de energia elétrica no Cabo de Santo Agostinho é a Companhia Energética de Pernambuco, a CELPE. Em 2010 53.077 residência dispunham de energia elétrica da companhia distribuidora. Ainda há serviço de internet discada e banda larga sendo oferecidos por vários provedores. O código de área (DDD) é 081.

### Transportes
O município conta com uma linha férrea ligando o bairro de Cajueiro Seco, na cidade vizinha de Jaboatão dos Guararapes ao distrito de Ponte dos Carvalhos e mais adiante ao centro da cidade do Cabo de Santo Agostinho. O veículo operado é um veículo leve sobre trilhos (VLT), implantado em 2012, substituiu o antigo trem a diesel, que já operava há muitos anos. A estação do Cabo, inclusive, é uma das mais antigas estações ferroviárias do Brasil, tendo sido inaugurada pelo imperador D. Pedro II em 1858, como parte da Estrada de Ferro Recife ao São Francisco (linha Recife-Maceió).
A população conta também com um transporte público integrado. Faz parte do SEI (Sistema Estadual Integrado), criado pelo Grande Recife Consórcio de Transporte, com a finalidade de diminuir o tempo gasto na viagem e economizar passagem.
Além do transporte integrado, há cerca de 15 linhas de ônibus municipais, operadas por empresas de pequeno porte, com horários mais reduzidos, que trafegam para os engenhos, usinas e bairros mais distantes. Também existem as linhas operadas por veículos de pequeno porte - os VPPs, e fazem parte do sistema complementar do município.
O Cabo de Santo Agostinho é servido pelas rodovias BR-101, PE-037, PE-025, PE-009, PE-042, PE-060 e PE-028; que ligam os distritos e a sede aos municípios vizinhos. O aeroporto mais próximo é o Aeroporto Internacional do Recife, estando a aproximadamente 23 km do centro da cidade.
Em 2012 a frota municipal era de 19 582 veículos, sendo 1 271 caminhões, 352 tratores, 1 555 caminhonetes, 1 198 camionetas, 269 micro-ônibus, 9 839 motocicletas, 389 motonetas, 440 ônibus, 1 001 outros tipos de veículos, quatro tratores de rodas e 92 utilitários.

## Cultura
O órgão responsável pelo setor cultural é a Secretaria Executiva da Cultura e Lazer, que é a que organiza e realiza atividades e eventos que visem o desenvolvimento cultural no município.

### Festa da Lavadeira
A festa folclórica passou a existir em 1987, após o artista plástico Eduardo Melo comprar uma escultura de Ronaldo Câmara Sá, que também é artista plástico, e expô-la em frente a uma casa de praia no bairro do Paiva. A imagem era de uma mulher lavadeira, que chamou a atenção de alguns habitantes do bairro, que passaram a levar à figura presentes e oferendas, como frutos da época e comida caseira. Desse modo, do encontro da população do bairro e amigos à escultura, foi se formando a atual Festa da Lavadeira, que aconteceu no mês de outubro, no ano de 2013.

### Esportes
Há dois clubes profissionais na cidade, a Associação Desportiva Cabense e o Ferroviário Esporte Clube do Cabo. A Associação Desportiva Cabense foi fundada em 26 de novembro de 1995 e tem como o símbolo o pássaro azulão. O clube participou pela primeira vez do Campeonato Pernambucano em 1996, sendo o vice-campeonato da segunda divisão do pernambucano o seu melhor resultado. Seu estádio é o Gileno de Carli, com capacidade para cinco mil pessoas.

## Turismo

### Praias
- Praia do Paiva:

Praia de Itapuama e Praia do Paiva com a cidade do Recife ao fundo

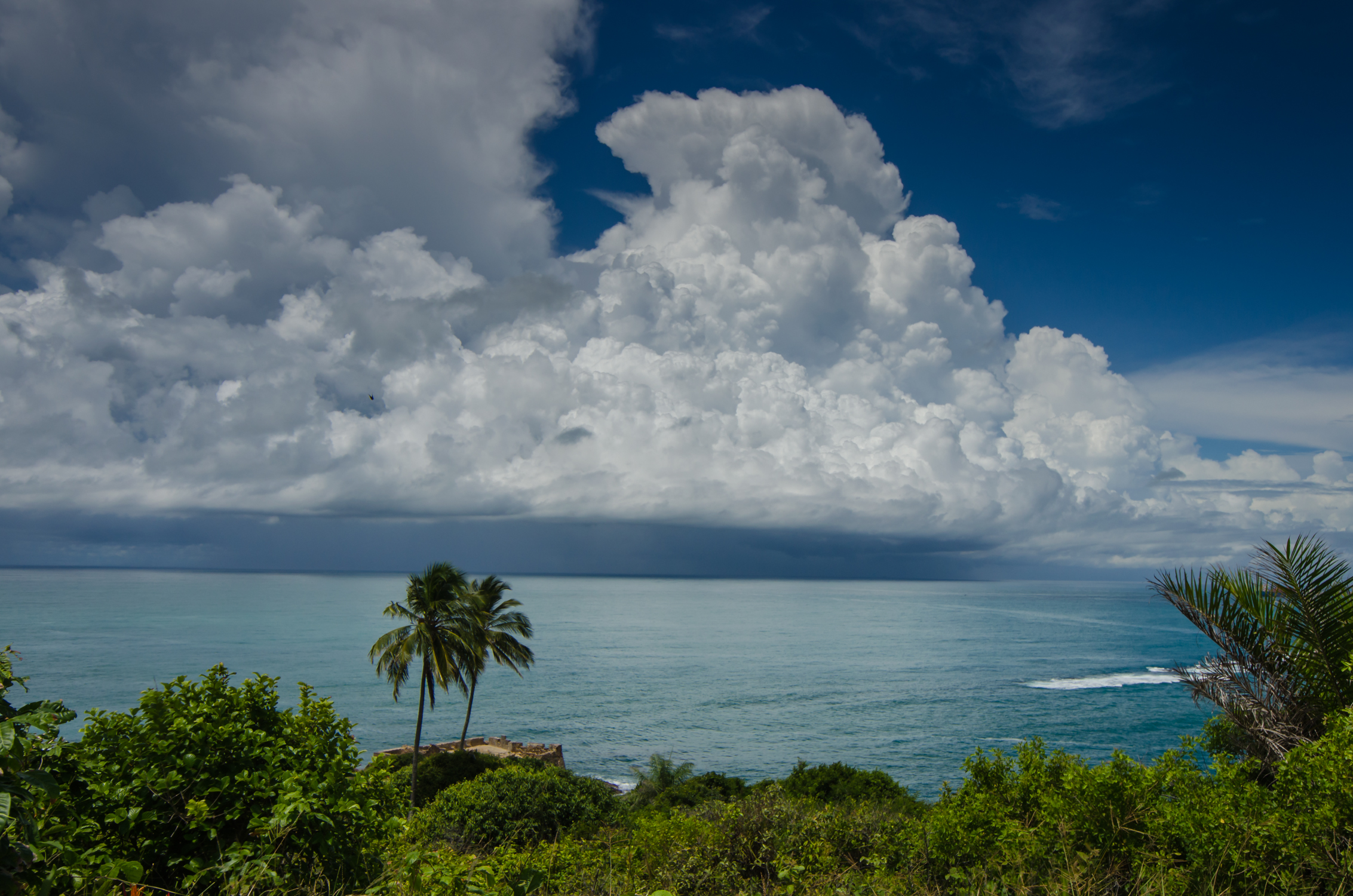
Acidente geográfico do Cabo de Santo Agostinho

A mata atlântica e os coqueiros formam a paisagem natural. A praia tem águas transparentes e mornas, com uma variação de piscinas naturais e mar aberto, local bastante visitado para a prática do surf, e adeptos de caminhadas.
- Praia de Itapuama:

Em tupi-guarani, o seu significado é Pedra Bonita. Praia de cenários naturais, piscinas naturais com formações rochosas de origem vulcânica, águas claras e mornas. O local é recomendado para a prática do surf e pesca. Localiza-se entre as praias do Paiva e Pedra do Xaréu.
- Praia Pedra do Xaréu:

Paisagem natural formada por rochas negras (rochas de origem vulcânica), com montes e matas fazem parte da paisagem. Águas mornas e cristalinas, recomendado para o banho de mar e pesca.
- Praia Enseada dos Corais:

Chamada anteriormente de Praia do Boto. Possui areia clara, piscinas naturais, águas claras e mornas, vestígio de mata atlântica e coqueiral. Tem uma grande concentração de casas de veraneio.
- Praia de Gaibu:

Em tupi – guarani Aybu, seu significado é Vale do Dágua, posteriormente os portugueses passaram a chamar de Gaibu. No passado servia como porto de desembarque de escravos. É uma das mais movimentadas praias do litoral sul de Pernambuco.
- Praia de Calhetas:

No passado serviu como porto seguro para as tropas portuguesas e holandesas.
- Praia do Paraíso:

Chamada anteriormente de praia da Preguiça, possui vista panorâmica da enseada de Suape, Ilhas de Tatuoca e Cocáia. Composta por uma vegetação densa, algumas áreas formadas por afloramentos graníticos e outras de areias claras, águas transparentes e mornas.
- Praia de Suape:

Localidade de grande importância na época da colonização de Pernambuco, onde várias batalhas entre portugueses, holandeses e índios Caetés, fizeram parte da história da região. Na verdade é uma Enseada, protegida por uma barreira natural de arrecifes de arenitos, a qual recebe as águas do Rio Masssangana.

### Igrejas e edificações

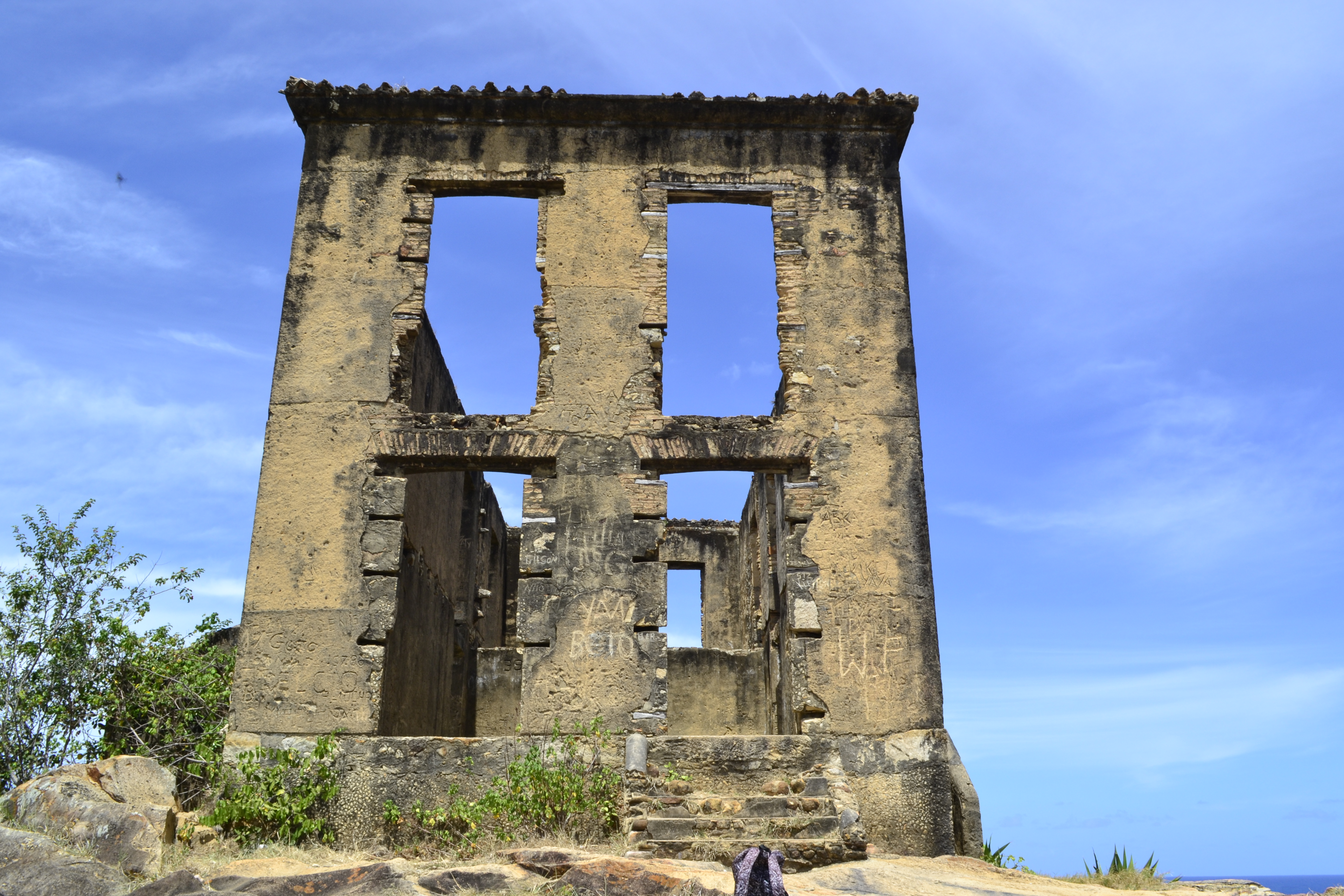
Ruínas da casa do faroleiro

O município possui muitas igrejas e edificações antigas, a maioria delas foram erguidas no século XVII. Dentre as tais se destacam:
- Igreja de São José do Paiva
- Capela de São Gonçalo do Amarante
- Forte São Francisco Xavier
- Bateria de Calhetas
- Forte Castelo do Mar
- Ruínas do Velho Castelo
- Bateria de São Jorge
- Forte Pontal de Suape
- Engenho Nossa Senhora da Madre de Deus
- Capela Nossa Senhora da Anunciação
- Capela de Santo Antônio do Monte
- Igreja Matriz de Santo Antônio
- Convento Carmelita
- Engenho Massangana
- Antiga Casa do Faroleiro
- Igreja de Nossa Senhora de Nazaré